# Vânătorii de tigri
Vânătorii de tigri (în ucraineană Тигролови, transliterat: Tîhrolovî, tradus în engleză cu titlurile Tiger Trappers, The Hunters and the Hunted sau Tiger Catchers) este un roman de aventuri cu elemente autobiografice din viața lui Ivan Pavlovici Bagreanîi, scris și publicat în 1944 cu titlul Vânătorii de animale în revista Ora de seară din Liov. Schița textului original a rămas în Ucraina sovietică, iar după ce Bagreanîi s-a mutat în Germania în anii 1944-1946, a restaurat complet textul din memorie; această versiune restaurată a fost publicată în 1946 sub numele de Vânătorii de tigri la editura „Prometheus” din Neu-Ulm. Ediții distincte ale romanului au fost publicate în străinătate în 1946 (Neu-Ulm), 1955 (Detroit), 1970 (New York, versiune prescurtată) și 1991 (Detroit). Romanul a fost tradus și publicat și în engleză (1954), olandeză (1959), germană (1961), rusă (1992, prescurtat) și spaniolă (2006). Criticul literar american Walter Gavighurst, în recenzia sa intitulată „O poveste emoționantă despre exilul politic” pentru New York Herald Tribune din 10 februarie 1957, a descris romanul astfel: „Această poveste de aventură elocventă și captivantă este o căutare la fel de captivantă a libertății politice. Este un roman despre cavalerism și vitejie, teme neașteptate și sălbatice în ficțiunea noastră murdară.”

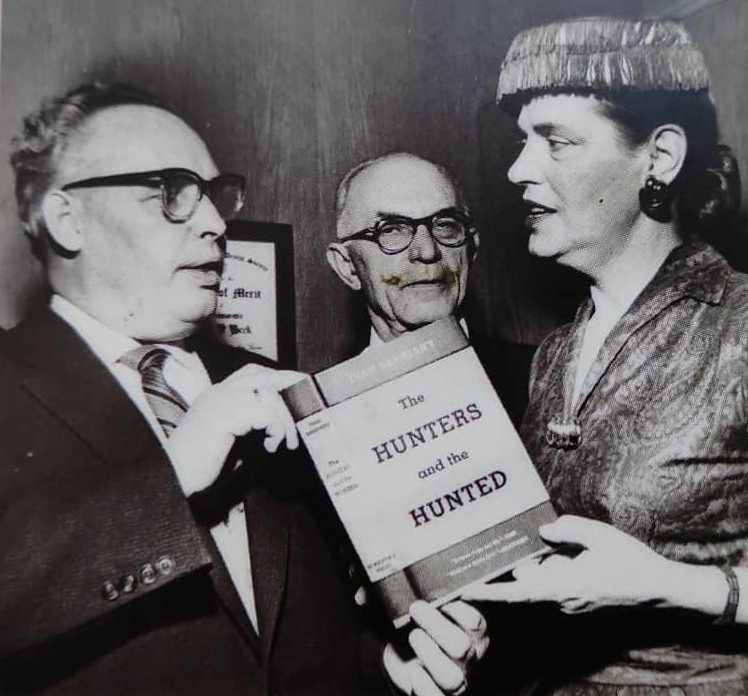
Ivan Bagreanîi înmânează un exemplar din The Hunters and the Hunted lui Mary Beck

## Rezumat
Titlul lucrării este simbolic. Schimbându-l de la Vânătorii de bestii original la Vânătorii de tigri, Ivan Bagreanîi a subliniat punctele forte ale poveștii. Tigrul este unul dintre cele mai puternice și periculoase animale sălbatice. Familia Sirko trăiește în armonie cu natura înconjurătoare și are o tărie morală reprezentativă pentru poporul ucrainean, are capacitatea de a depăși cele mai dificile circumstanțe.
Povestea romanului este construită în jurul a două figuri - Grygory și maiorul Medwin din NKVD. Duelul lor este o luptă a omului cu lumea întunericului și a iadului. Autorul, în calitate de martor ocular, descrie în imagini teribile abuzul asupra oamenilor, umilirea demnității umane, violența, condamnarea la uitare în iadul lagărelor de concentrare.
Când Grygory evadează din trenul morții, în sute de alți prizonieri se naște speranța nu pentru salvare, ci pentru răzbunare pe asupritorii lor. Epuizat și aproape de moarte, rătăcește prin sălbăticie în căutarea unui adăpost sigur și reușește chiar să salveze o tânără vânătoare de un urs furios. Grygory se bucură de ospitalitatea familiei ucrainene Sirko și devine fiul și fratele lor, partener de vânătoare. Se îndrăgostește de Natalka, dar își ascunde sentimentele pentru a nu o pune pe fată în pericol și, în cele din urmă, îi oferă fericirea iubirii reciproce.

## Personaje
- Grygory Mnohohrishnyy este un tânăr inginer de aviație. Un descendent al gloriosului hatman ucrainean Demyan Mnohohgrishny. Condamnat la 25 de ani de închisoare, reușește să evadeze din tren, riscând totul pentru a fi liber.
- Natalka Sirko nu vânează mai rău decât tatăl ei și prinde pește în râu ca nimeni alta.
- Grygory Sirko este un vânător tânăr și agil, un prieten loial și devotat familiei sale.
- Denis Sirko este un vânător dur, un adevărat maestru în taiga.
- Sirchikha este soția harnică a lui Denis, are grijă de casă și de familie.
- Maiorul Medwin din NKVD este un „vânător profesionist de tigri” care pleacă în căutarea unui fugar neînfricat și disperat care a contestat însuși sistemul.

## Scriere și publicare
Opera se bazează pe evenimente autobiografice: expulzarea lui Bagreanîi în Orientul Îndepărtat, în Gulag, cum a reușit să evadeze dintr-un tren al NKVD care transporta în Siberia prizonieri din Gulag condamnați la moarte. Bahrianyi a locuit în taiga aproape doi ani. Și personajul său, Grygory Mnohohrishnyy, a absorbit multe dintre trăsăturile de caracter ale autorului.
În timp ce se afla în vestul Ucrainei ocupate de germani, ascunzându-se o vreme de Gestapo în Morșîn, Ivan Bagreanîi a scris cartea în 14 zile. Romanul a fost bazat pe propria sa experiență amară în taiga. A fost publicat pentru prima dată în 1944 în revista Ora de seară din Liov, într-o formă prescurtată numită Vânătorii de bestii. În același an, la concursul literar de la Liov, romanul a fost premiat.

## Receptare critică
Vânătorii de tigri a stârnit o anumită rezonanță în criticile străine, iar tirajul total al romanului în traduceri în limbi străine a depășit un milion de exemplare. Lucrarea în sine a primit recenzii extrem de favorabile și din partea criticilor literari străini. A fost evidențiată ca o carte clasică a literaturii ucrainene.

## Traducere
Romanul lui Bagreanîi a fost tradus în aproape toate limbile europene importante, inclusiv engleză, spaniolă, olandeză și germană. Din păcate, traducerea romanului în ultimele două limbi nu a fost făcută direct din limba ucraineană, ci a fost tradusă din ediția engleză publicată de Macmillan Publishers.
Traducerea romanului în italiană, daneză și alte limbi a fost, de asemenea, planificată la sfârșitul anilor 1950.
- (engleză) Ivan Bahrianyi. The Hunters and the Hunted. Traducere din ucraineană: George S.N. Luckyj sau S. Davidovich, A. Gregorovich;[9] prefață: Samuel Beatty. Toronto: Burns și Maceachern. 1954, 270 pagini.
- (retipărire) Ivan Bahriany. The Hunters and the Hunted. Traducere din ucraineană: George S.N. Luckyj. Londra: Macmillan; New York: St. Martin's Press. 1956. 244 p. (pdf)
- (neerlendeză) Iwan Bahrjany. Vlucht in de Taiga. Vertalen uit het Engels door: Peter van Wijk. Utrecht: Het Spectrum 1959. 189 p (Prisma-booken, 392)
- (germană) Iwan Bahriany. Das Gesetz der Taiga. Übersetzt von Englisch: Margreth von Kees. Köln/Graz: Verlag Styria. 255 s. (versiune prescurtată)
- (rusă) Иван Багряный. Тигроловы. Перевод с украинского: Анатолий Горошко; рисунки Н. Baikova. Владивосток: Рубеж — Тихоокеанский альманах, 1992 Nr. 2 (cap. 67–144) (versiune prescurtată)
- (spaniolă) Ivan Bahrianyi. Cazadores de tigres (novela en dos tomos). Traducido al espanol por: Myxailo Vasylyk; correcion Volodimir Vasilik. Buenos Aires: Duken. 2006. 336 p.ISBN: 978-987-02-1925-5